# Skarżysko-Kamienna Północ
Skarżysko-Kamienna Północ – przystanek kolejowy znajdujący się w obrębie stacji kolejowej Skarżysko-Kamienna w gminie Skarżysko Kościelne w powiecie skarżyskim w województwie świętokrzyskim.
Przystanek posiada dwa perony i nie obsługuje ruchu pasażerskiego (służy jedynie jako przystanek służbowy).